# عبد العزيز بن علي التويجري
عبد العزيز بن علي التويجري مؤسس جامعة دار العلوم السعودية، كما أنه يشغل منصب رئيس مجلس أمناء الجامعة.

## نبذة
تخرج من كلية التجارة وإدارة الأعمال (كلية العلوم الإدارية) بجامعة الملك سعود في الرياض سنة 1387هـ الموافقة لسنة 1967م. من ثمّ التحق بالعمل في معهد الإدارة العامة بالرياض على وظيفة خبير إدارة وكُلِّف بعمل المراقب العام بالمعهد سنة 1387هـ الموافقة لسنة 1967م. لاحقاً تم ابتعاثه إلى الولايات المتحدة الأمريكية سنة 1389هـ الموافقة لسنة 1969م وذلك لدراسة الماجستير في الإدارة العامة. كما أنهى دراسة الماجستير في الإدارة العامة من جامعة كاليفورنيا الجنوبية سنة 1391هـ الموافقة لسنة 1971م، وفي أواخر العام نفسه عمل في مصلحة الجمارك، وقد تدرج وظيفياً حتى تم تعيينه مساعداً لمدير عام الجمارك سنة 1395هـ الموافقة لسنة 1975م. لاحقاً وفي سنة 1414هـ الموافقة لسنة 1994م قام بتأسيس مدارس دار العلوم الأهلية للبنين والبنات. كما أسس جامعة دار العلوم الأهلية سنة 1429هـ الموافقة لسنة 2008م بعد أن كانت قد بدأت تحت مسمى كليات دار العلوم.